# 安藤奏
安藤 奏（あんどう かなで、1988年4月21日 - ）は、日本の俳優、コンサルタント。

## 人物
幼少期から高校時代までクレヨンに所属し芸能活動。大学卒業後はオリエンタルランドに入社、人事部で勤務経験した後、退社。現在は「人財育成コンサルタント」として活動している。

## 出演

### テレビドラマ
- X'masドラマスペシャル「花摘みじいさん」（1999年12月23日、日本テレビ） - さとし 役
- 月曜ドラマスペシャル「小学校教師 沢木千太郎事件ノート」（2000年7月31日、TBSテレビ） - 坂口 役
- ドラマ愛の詩 ズッコケ三人組3（2001年4月7日 - 2001年6月23日、NHK教育テレビ） - ハカセ（山中正太郎） 役
- 連続テレビ小説 さくら（2002年、NHK） - 小田哲平 役

### その他のテレビ番組
- 天才てれびくん（1998年4月6日 - 1999年4月2日、NHK教育テレビ） - てれび戦士

### オリジナルビデオ
- ウルトラマンネオス 第2話「謎のダークマター」（2000年12月6日） - カズシ 役

### 映画
- どこまでもいこう（1999年10月23日） - 木野下治 役

### 舞台
- 赤毛のアン（1996年） - シャーシャ 役
- 兵士物語（1997年）
- P-kies SUMMER TOUR'99 ガチャピン・ムックのサマーサンタさん（1999年）夏希 役

### CF
- 三菱自動車工業 シャリオグランディス（1997 - 1999年）
- ポケモンカードゲーム（1997年 - 1998年）
- メディアファクトリー とりかえっこプリーズ（1998年）
- 劇場版ポケットモンスター ミュウツーの逆襲（1998年）
- 劇場版ポケットモンスター 幻のポケモン ルギア爆誕（1999年）
- ヤヨイ化学工業（1999年）
- シャープ ムダはぶ庫（1999年）
- 日本ケンタッキー・フライド・チキン（2000年）
- ハウス食品 バーモントカレー（2000年）
- 公共広告機構（2000年）
- ツーカーセルラー東海（2001年）
- ソニー・コンピュータエンタテインメント PlayStation Portable（2006年）

### その他の広告
- 栄光ゼミナール（1997年）スチル
- 日本コカ・コーラ アクエリアス（1999年） スチル
- NTT（1999年）
- Adobe Photoshop（2001年）スチル

## 親族

### 安藤響
安藤 響（あんどう ひびき、1990年12月8日 - ）は、日本の男性子役。
東京都出身。クレヨンに所属していた。血液型A型。
出演
- 映画
  - 黄昏流星群 同窓会星団（2002年）砂川和馬 役
  - 誰も知らない（2004年）
- テレビドラマ
  - X'masドラマスペシャル「花摘みじいさん」（1999年12月23日、日本テレビ）
  - リミット もしも、わが子が…（2000年、よみうりテレビ）
  - はみだし刑事情熱系（2001年1月31日、テレビ朝日）
  - 金曜エンタテイメント「おふくろのお節介」（2001年8月17日、フジテレビ）
- その他のテレビ番組
  - 笑う犬の冒険「スーパー雨彦ちゃん」（2000年、フジテレビ）
  - 週刊こどもニュース（2002年4月6日 - 2005年3月26日、NHK総合）長男 役
- CM
  - 旭化成、「ヘーベルハウス」（2000年）
  - 金冠堂 、キンカン「夏のキャンペーン」（2001年 - 2002年）
  - 川崎市消防局（2002年）
  - コナミ、めんこスタジアム（2002年）
  - エバラ食品工業、「みそチゲの素」（2002年）
  - 明治、ふわふわランド（2002年）
  - ベネッセコーポレーション（2003年）
  - 須磨学園中学校（2004年）
  - 学研、Kids Campus（2004年）
  - 東芝（2006年）
  - 学校法人須磨学園「入学案内」（2006年）
  - 東京個別指導学院（2006年12月 - 2007年11月）
  - 拓殖大学紅陵高等学校（2007年）スチール

外部リンク
- クレヨン 安藤響 - ウェイバックマシン（2008年12月28日アーカイブ分）
- 安藤響 - テレビドラマデータベース
- 安藤響 - スタ☆スケ（ザテレビジョン）
- 安藤響 - オリコン
- 安藤響 - MOVIE WALKER PRESS
- 安藤響 - allcinema